# Gellénfalu
Gellénfalu (szlovákul Jeleňová, korábban Galanová), 1902 óta Alsóvásárd része.

## Fekvése
Galgóctól 9 km-re keletre, Nyitrapásztóhoz közel (északkeletre) fekszik.

## Történelme
Első írásos említése 1404-ből Kylyanvasardya formában fordul elő. 1773-ban Gelinfalva, Jalanau, Galanowa, 1808-ban Gellényfalva, Gelenau, Galanowá, 1863 valamint 1888-1902 között Gellénfalu, 1873-1882 között Gelénfalva néven említik.
Vályi András szerint "GELÉNFALVA. Gelenau, Gallsotz, Galanova. Tót falu Nyitra Vármegyében, földes Urai külömbféle Urak, lakosai katolikusok, fekszik Vág vize mellett, Galgótzhoz egy mértföldnyire, határja középszerű, réttye, legelője hasznos, más javai is meglehetősek lévén, második Osztálybéli."
Fényes Elek szerint "Gelénfalva, tót falu, Nyitra vmegyében, ut. p. Galgócz 1 óra. Többeké."

## Nevezetességei
- Itt található egy későklasszicista kastély, melyet 1855-ben építettek és a 20. században átalakították.

## Külső hivatkozások
- Ústredný portál verejnej správy